# Gao Ling

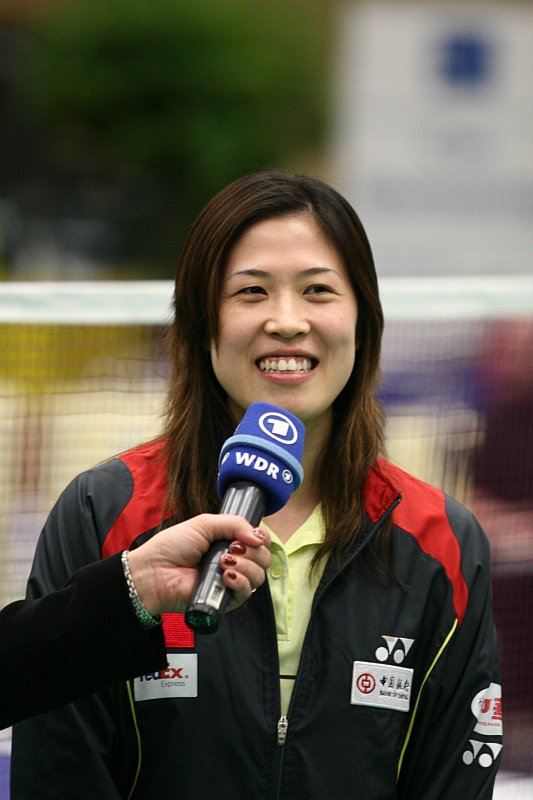
Gao Ling

Gao Ling (chinesisch 高 崚, Pinyin Gāo Líng; * 14. März 1979 in Wuhan, Provinz Hubei) ist eine Badmintonspielerin aus der Volksrepublik China und Olympiasiegerin.

## Karriere
Gao gewann im Jahr 2000 zusammen mit ihrer Partnerin Qin Yiyuan das Damendoppel der Badminton Swiss Open. Die gleiche Paarung errang bei den Olympischen Sommerspielen 2000 die Bronzemedaille.
Gao nahm für China im Badminton bei Olympia 2004 im Damendoppel mit ihrer Partnerin Huang Sui teil. Sie hatten in der ersten Runde ein Freilos und schlugen in der zweiten Runde Chin Eei Hui und Wong Pei Tty aus Malaysia. Im Viertelfinale bezwangen Gao und Huang Ann-Lou Jørgensen und Rikke Olsen aus Dänemark mit 15:6, 15:7. Sie gewannen das Halbfinale gegen Zhao Tingting und Wei Yili aus China mit 15:10, 17:14, aber verloren das Finale gegen Zhang Jiewen und Yang Wei, auch aus China, mit 7:15, 15:4, 15:8, um die Silbermedaille zu gewinnen.
Sie nahm auch im Mixed-Wettbewerb mit ihrem Partner Zhang Jun teil. Sie hatten ein Freilos in der ersten Runde und schlugen in der zweiten Runde Tsai Chia-hsin und Cheng Wen-hsing aus der Republik China (Taiwan). Im Viertelfinale bezwangen Gao und Zhang Fredrik Bergström und Johanna Persson aus Schweden mit 15:3, 15:1, um ins Halbfinale vorzudringen. Dort schlugen sie Jens Eriksen und Mette Schjoldager aus Dänemark mit 15:9, 15:5. Im Finale gewannen sie gegen das britische Paar Nathan Robertson und Gail Emms mit 15:1, 12:15, 15:12 die Goldmedaille.
Auch gewann sie zusammen mit Huang den Damendoppelwettbewerb der Badminton Swiss Open 2004. Zwei Jahre später wurde Gao Ling zusammen mit Huang Sui bei der in Madrid ausgetragenen Individual WM Weltmeister im Damendoppel. 2007 war sie Mitglied der chinesischen Mannschaft, die am 17. Juni in Glasgow den Sudirman Cup gegen Indonesien erfolgreich verteidigte. Bei der Badminton-Weltmeisterschaft 2007 gewann sie sowohl Silber im Mixed gemeinsam mit Zheng Bo als auch Silber im Damendoppel mit Huang Sui.

## Sportliche Erfolge
| Saison    | Veranstaltung                    | Disziplin   | Platz | Name                       |
| --------- | -------------------------------- | ----------- | ----- | -------------------------- |
| 1996      | Weltmeisterschaften der Junioren | Damendoppel | 1     | Gao Ling / Yang Wei        |
| 1997      | Junioren-Asienmeisterschaft      | Damendoppel | 1     | Yang Wei / Gao Ling        |
| 1997      | Junioren-Asienmeisterschaft      | Mixed       | 1     | Cheng Rui / Gao Ling       |
| 1997      | China Open                       | Damendoppel | 3     | Yang Ming / Gao Ling       |
| 1999      | China Open                       | Mixed       | 2     | Gao Ling / Zhang Jun       |
| 1999      | Thailand Open                    | Damendoppel | 1     | Qin Yiyuan / Gao Ling      |
| 1999      | German Open                      | Damendoppel | 2     | Qin Yiyuan / Gao Ling      |
| 1999      | Denmark Open                     | Damendoppel | 1     | Gao Ling / Qin Yiyuan      |
| 1999      | Taiwan Open                      | Damendoppel | 3     | Qin Yiyuan / Gao Ling      |
| 1999      | China Open                       | Damendoppel | 2     | Gao Ling / Qin Yiyuan      |
| 1999      | All England                      | Damendoppel | 3     | Gao Ling / Qin Yiyuan      |
| 1999      | French Open                      | Damendoppel | 1     | Qin Yiyuan / Gao Ling      |
| 1999      | Weltmeisterschaft                | Damendoppel | 3     | Qin Yiyuan / Gao Ling      |
| 1999      | Thailand Open                    | Mixed       | 3     | Zhang Jun / Gao Ling       |
| 1999      | Weltmeisterschaft                | Mixed       | 17    | Zhang Jun / Gao Ling       |
| 1999/2000 | Denmark Open                     | Mixed       | 2     | Gao Ling / Zhang Jun       |
| 2000      | Olympia                          | Damendoppel | 3     | Qin Yiyuan / Gao Ling      |
| 2000      | Swiss Open                       | Damendoppel | 1     | Qin Yiyuan / Gao Ling      |
| 2000      | Swiss Open                       | Mixed       | 2     | Zhang Jun / Gao Ling       |
| 2000      | Olympia                          | Mixed       | 1     | Zhang Jun / Gao Ling       |
| 2000      | All England                      | Mixed       | 5     | Zhang Jun / Gao Ling       |
| 2000      | All England                      | Damendoppel | 3     | Gao Ling / Qin Yiyuan      |
| 2000      | Thailand Open                    | Damendoppel | 3     | Qin Yiyu / Gao Ling        |
| 2000      | Japan Open                       | Mixed       | 3     | Zhang Jun / Gao Ling       |
| 2000      | Thailand Open                    | Mixed       | 1     | Zhang Jun / Gao Ling       |
| 2001      | Weltmeisterschaft                | Mixed       | 1     | Zhang Jun / Gao Ling       |
| 2001      | All England                      | Damendoppel | 1     | Gao Ling/Huang Sui         |
| 2001      | All England                      | Mixed       | 1     | Zhang Jun / Gao Ling       |
| 2001      | Japan Open                       | Mixed       | 3     | Zhang Jun / Gao Ling       |
| 2001      | Weltmeisterschaft                | Damendoppel | 1     | Gao Ling / Huang Sui       |
| 2001      | China Open                       | Mixed       | 3     | Zhang Jun / Gao Ling       |
| 2001      | China Open                       | Damendoppel | 3     | Gao Ling / Huang Sui       |
| 2001      | Asienmeisterschaft               | Damendoppel | 1     | Gao Ling / Huang Sui       |
| 2001      | Japan Open                       | Damendoppel | 1     | Gao Ling / Huang Sui       |
| 2002      | Asienspiele                      | Damendoppel | 2     | Gao Ling / Huang Sui       |
| 2002      | Korea Open                       | Damendoppel | 1     | Gao Ling / Huang Sui       |
| 2002      | China Open                       | Damendoppel | 1     | Gao Ling / Huang Sui       |
| 2002      | Asienmeisterschaft               | Mixed       | 1     | Zhang Jun / Gao Ling       |
| 2002      | Asienmeisterschaft               | Damendoppel | 2     | Gao Ling / Huang Sui       |
| 2002      | All England                      | Damendoppel | 1     | Gao Ling/Huang Sui         |
| 2002      | Japan Open                       | Damendoppel | 2     | Gao Ling / Huang Sui       |
| 2002      | Japan Open                       | Mixed       | 5     | Sang Yang / Gao Ling       |
| 2002      | China Open                       | Mixed       | 1     | Zhang Jun / Gao Ling       |
| 2002      | All England                      | Mixed       | 3     | Zhang Jun / Gao Ling       |
| 2002      | Indonesia Open                   | Damendoppel | 1     | Gao Ling / Huang Sui       |
| 2002      | Indonesia Open                   | Mixed       | 3     | Zhang Jun / Gao Ling       |
| 2003      | China Open                       | Mixed       | 1     | Zhang Jun / Gao Ling       |
| 2003      | Japan Open                       | Damendoppel | 1     | Gao Ling / Huang Sui       |
| 2003      | All England                      | Damendoppel | 1     | Gao Ling/Huang Sui         |
| 2003      | Japan Open                       | Mixed       | 1     | Zhang Jun / Gao Ling       |
| 2003      | All England                      | Mixed       | 1     | Zhang Jun / Gao Ling       |
| 2003      | Weltmeisterschaft                | Mixed       | 2     | Zhang Jun / Gao Ling       |
| 2003      | Hongkong Open                    | Mixed       | 2     | Zhang Jun / Gao Ling       |
| 2003      | Hongkong Open                    | Damendoppel | 1     | Gao Ling / Huang Sui       |
| 2003      | Weltmeisterschaft                | Damendoppel | 1     | Gao Ling / Huang Sui       |
| 2003      | Indonesia Open                   | Damendoppel | 1     | Gao Ling / Huang Sui       |
| 2003      | China Open                       | Damendoppel | 1     | Gao Ling / Huang Sui       |
| 2004      | Swiss Open                       | Mixed       | 2     | Zhang Jun / Gao Ling       |
| 2004      | Malaysia Open                    | Mixed       | 1     | Zhang Jun / Gao Ling       |
| 2004      | China Open                       | Damendoppel | 3     | Gao Ling / Hung Sui        |
| 2004      | Indonesia Open                   | Mixed       | 1     | Zhang Jun / Gao Ling       |
| 2004      | Olympia                          | Mixed       | 1     | Zhang Jun / Gao Ling       |
| 2004      | All England                      | Damendoppel | 1     | Gao Ling/Huang Sui         |
| 2004      | Swiss Open                       | Damendoppel | 1     | Gao Ling / Huang Sui       |
| 2004      | Olympia                          | Damendoppel | 2     | Huang Sui / Gao Ling       |
| 2005      | Hongkong Open                    | Damendoppel | 2     | Gao Ling / Huang Sui       |
| 2005      | China Open                       | Damendoppel | 2     | Gao Ling / Huang Sui       |
| 2005      | Chinesische Nationalspiele       | Damendoppel | 1     | Gao Ling / Wei Yili        |
| 2005      | Singapur Open                    | Mixed       | 1     | Zhang Jun / Gao Ling       |
| 2005      | China Masters                    | Damendoppel | 2     | Gao Ling / Huang Sui       |
| 2005      | China Masters                    | Mixed       | 1     | Zhang Jun / Gao Ling       |
| 2005      | Hongkong Open                    | Mixed       | 3     | Zhang Jun / Gao Ling       |
| 2005      | German Open                      | Damendoppel | 1     | Gao Ling / Huang Sui       |
| 2005      | Weltmeisterschaft                | Damendoppel | 2     | Gao Ling / Huang Sui       |
| 2005      | Weltmeisterschaft                | Mixed       | 5     | Zhang Jun / Gao Ling       |
| 2005      | All England                      | Damendoppel | 1     | Gao Ling/Huang Sui         |
| 2006      | China Open                       | Mixed       | 3     | Zhang Jun / Gao Ling       |
| 2006      | Hongkong Open                    | Mixed       | 3     | Zhang Jun / Gao Ling       |
| 2006      | Taiwan Open                      | Damendoppel | 2     | Gao Ling / Huang Sui       |
| 2006      | Hongkong Open                    | Damendoppel | 2     | Gao Ling / Huang Sui       |
| 2006      | China Masters                    | Mixed       | 2     | Zhang Jun / Gao Ling       |
| 2006      | Malaysia Open                    | Mixed       | 1     | Zhang Jun / Gao Ling       |
| 2006      | Macau Open                       | Mixed       | 2     | Zhang Jun / Gao Ling       |
| 2006      | World Cup                        | Damendoppel | 1     | Gao Ling / China Huang Sui |
| 2006      | Weltmeisterschaft                | Damendoppel | 1     | Gao Ling / Huang Sui       |
| 2006      | German Open                      | Mixed       | 1     | Zhang Jun / Gao Ling       |
| 2006      | Asienspiele                      | Damendoppel | 1     | Gao Ling / Huang Sui       |
| 2006      | Japan Open                       | Damendoppel | 1     | Gao Ling / Huang Sui       |
| 2006      | China Masters                    | Damendoppel | 1     | Gao Ling / Huang Sui       |
| 2006      | All England                      | Damendoppel | 1     | Gao Ling/Huang Sui         |
| 2006      | All England                      | Mixed       | 1     | Zhang Jun / Gao Ling       |
| 2006      | Malaysia Open                    | Damendoppel | 1     | Gao Ling / Huang Sui       |
| 2006      | Macau Open                       | Damendoppel | 1     | Huang Sui / Gao Ling       |
| 2006      | Asienspiele                      | Mixed       | 1     | Zheng Bo / Gao Ling        |
| 2007      | Malaysia Open                    | Damendoppel | 1     | Gao Ling / Huang Sui       |
| 2007      | Korea Open                       | Damendoppel | 1     | Gao Ling / Huang Sui       |
| 2007      | Japan Open                       | Mixed       | 1     | Zheng Bo / Gao Ling        |
| 2007      | Malaysia Open                    | Mixed       | 1     | Zheng Bo / Gao Ling        |
| 2007      | Weltmeisterschaft                | Damendoppel | 2     | Gao Ling / Huang Sui       |
| 2007      | China Masters                    | Mixed       | 1     | Zheng Bo / Gao Ling        |
| 2007      | China Open                       | Damendoppel | 1     | Gao Ling / Zhao Tingting   |
| 2007      | Korea Open                       | Mixed       | 1     | Zheng Bo / Gao Ling        |
| 2007      | Indonesia Open                   | Mixed       | 1     | Zheng Bo / Gao Ling        |
| 2007      | Weltmeisterschaft                | Mixed       | 2     | Gao Ling / Zheng Bo        |
| 2007      | Thailand Open                    | Damendoppel | 1     | Gao Ling / Huang Sui       |
| 2007      | German Open                      | Mixed       | 1     | Zheng Bo / Gao Ling        |
| 2007      | All England                      | Mixed       | 1     | Zheng Bo / Gao Ling        |
| 2008      | All England                      | Mixed       | 1     | Zheng Bo / Gao Ling        |
| 2008      | Indonesia Open                   | Mixed       | 1     | Zheng Bo / Gao Ling        |
| 2009      | Philippine Open                  | Damendoppel | 1     | Gao Ling / Wei Yili        |